# Eucalyptus rudis
Eucalyptus rudis is een groenblijvende boom uit de mirtefamilie (Myrtaceae). De soort komt van nature voor in de kustgebieden rond Perth in West-Australië. Hij wordt tot 15 meter hoog. In Australië wordt de boom doorgaans de 'flooded gum' of 'moitch' genoemd. De Nyungah Aborigines noemen de boom 'colaille', 'gooloorto', 'koolert' of 'moitch'.

## Kenmerken
Eucalyptus rudis wordt tot 15 meter hoog met een korte stevige stam en uitspreidende takken.
De schors is ruw en houdt vast aan de stam maar pelt van de takken af.
De jonge blaadjes groeien tegenoverstaand in vier of meer paren. Ze zijn 10 × 7,5 cm groot, eirond tot rond, lichtjes koolblauw en hangen aan korte stengels. De volwassen bladeren groeien afwisselend. Ze zijn 10-15 × 1-4 cm groot, smal tot breed lancetvormig, sikkelvormig, homogeen gekleurd en gesteeld. De nervatuur is matig opvallend. De zijnerven liggen in een hoek van 40° à 50° tot de middennerf.
De boom bloeit van september tot november. De knoppen zijn 9-12 × 5-9 mm groot op stengels. De okselstandige bloem staat op een taps toelopende, dunne en 10 tot 25 mm lange stengel. Ze bestaat uit een vier tot tienbloemig scherm. Het operculum is stomp kegelvormig of als de bek van een vogel en even lang of langer als de brede kegelvormige bloembodem.
De vrucht is 5-9 × 10-12 mm groot op een stengel. Ze is halfrond tot klokvormig.
Het hout is roodachtig bruin en minderwaardig aan dat van de E. camaldulensis.

## Habitat
De boom groeit van nature in het zuidwesten van West-Australië, in de kustgebieden boven en onder Perth, van Dongara in het noorden tot Margaret River in het zuiden, tot in de Darling Scarp en ten westen van het centrum van de regio Wheatbelt. De boom groeit vooral langs waterlopen en overstromingsgebieden, op zilte grond met een ondergrond van klei. In het noordoosten gaat de habitat van de E. rudis langzaamaan over in die van de E. camaldulensis waarmee hij kan verward worden. De meest zuidelijke plaats waar de E. camaldulensis voorkomt is Moora.

## Taxonomie
De boom werd voor het eerst beschreven door Stephan Endlicher in 1837.
Er worden sinds 1993 twee ondersoorten erkend, beschreven door Ian Brooker en Stephen Hopper:
- Eucalyptus rudis subsp. cratyantha, heeft grotere knoppen en vruchten, komt voor van Mandurah tot Pinjarra en zuidwestelijker tot kaap Naturaliste[2]
- Eucalyptus rudis subsp. rudis, heeft kleinere knoppen en vruchten en groeit ten noorden van de rivier Pallinup tot rond Dongarra[2]

De Nyungah Aborigines hadden verscheidene namen voor de boom: Moich, Moitch, Kulurda, Gooloorto, Koolert, Moja, Gulurto, Colaille en Gulli.

## Gebruik
De Nuyngah gebruikten de gom van de boom als een mild verdovingsmiddel en aten ze om om diarree tegen te gaan. De bladeren werden tot een antibacteriële pap geplet. Ze werden ook gebruikt in stoomputten of verkreukeld en onder de neus gehouden.
De Nuyngah aten de suikerachtige substantie (manna) op de bladeren van de boom die door mijten wordt geproduceerd.
... · 
E. brevistylis · 
E. camaldulensis · 
E. diversicolor (Karri) · 
E. erythrocorys · 
E. eudesmioides · 
E. globulus (Blauwe gomboom) · 
E. gomphocephala · 
E. guilfoylei · 
E. gunnii (Cidergomboom) · 
E. jacksonii · 
E. loxophleba · 
E. marginata (Jarrah) · 
E. rudis · 
E. viminalis (Suikereucalyptus) · 
E. wandoo (Wandoo) · 
...